# 娃兒牌

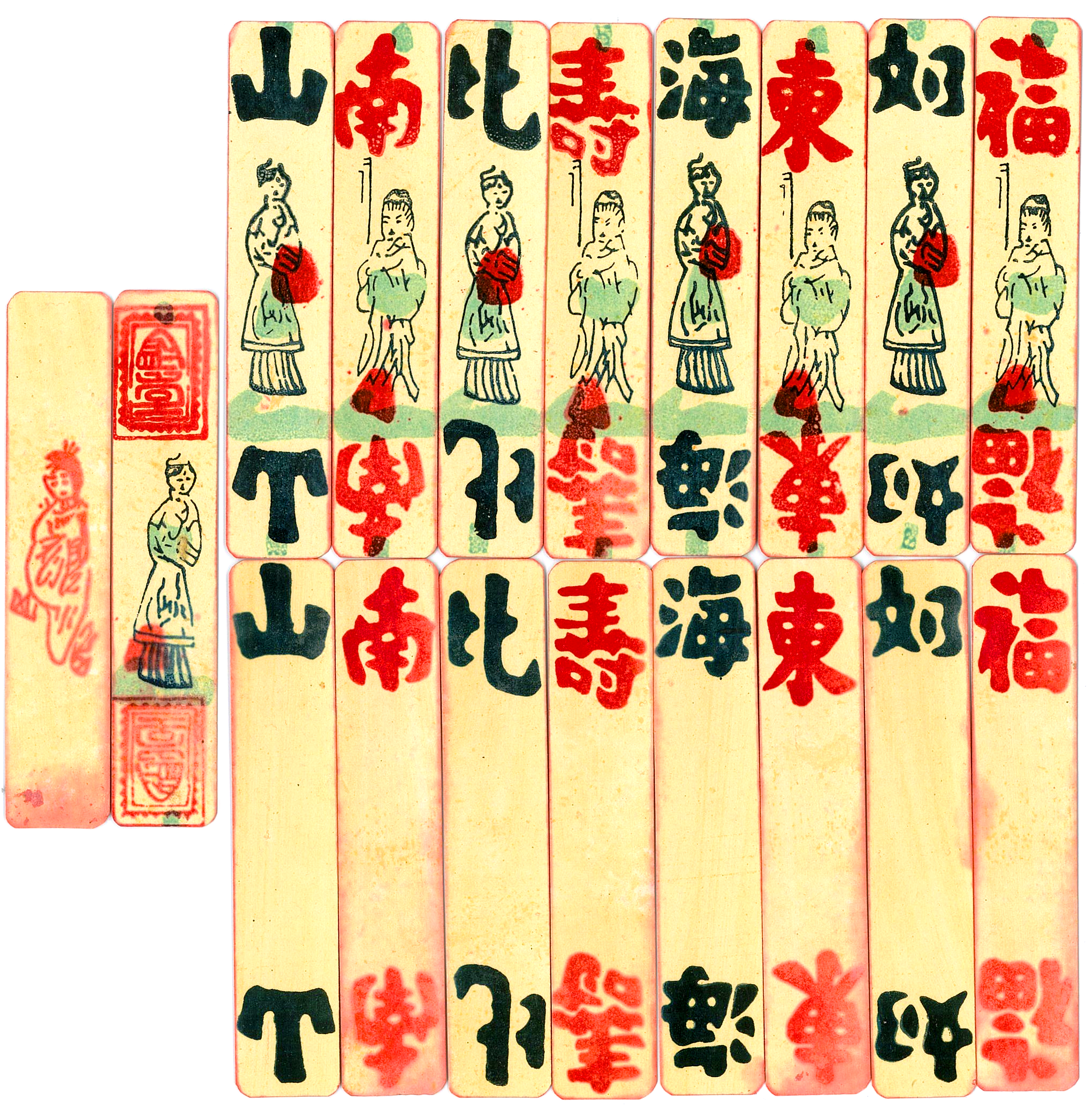
娃兒牌

娃兒牌，是流傳於重慶和四川等地區的傳統牌具。

## 牌具
以硬纸涂上光油作成，牌各有「福如东海、寿比南山」四字，單數字為紅色、偶數字為黑色，每字各八張，各有一字畫有女娃，稱為「駝」。另有只畫女娃、沒寫字的八張牌，其中一張蓋有紅印。共七十二張牌。

## 牌規
類似麻將，每有一張駝撒就得80分，有「红娃儿看戏，通八数。」等術語。其餘不明。